# الإفادة لما جاء في المرض والعيادة
الإفادة لما جاء في المرض والعيادة للإمام ابن حجر الهيتمي (909-974هـ)، كتاب فقهي يتناول الأحكام الشرعية المتعلقة بالمرضى وعيادة المرضى وما فيها من فضائل.
قال المؤلف في مقدمة الكتاب:

## أقسام الكتاب
- الفصل الأول: في أحكامها وآدابها
- الفصل الثاني: في آداب المريض وما عليه رعايته في مرضه
- الفصل الثالث: في أذكار العيادة
- الخاتمة: في أمور متفرقة